# Strumigenys rufobrunea
Strumigenys rufobrunea är en myrart som beskrevs av Santschi 1914. Strumigenys rufobrunea ingår i släktet Strumigenys och familjen myror. Inga underarter finns listade i Catalogue of Life.